# 2008年夏季奥林匹克运动会列支敦士登代表团
2008年夏季奥林匹克运动会列支敦士登代表团会参加2008年8月8日至24日在中国北京主办的第29届夏季奥运。代表团原有3人，但由於網球運動員Stephanie Vogt受傷的關係，未能出席賽事，故此只有兩人參與本屆奧運。

## 田徑
- Marcel Tschopp（馬拉松）

## 射擊
- Oliver Geissmann（男子10米氣步槍）